# Mágocs
Mágocs è un comune dell'Ungheria di 2.545 abitanti (dati 2008) situato nella contea di Baranya, nella regione Transdanubio Meridionale.